# Ocyptamus eruptova
Ocyptamus eruptova är en tvåvingeart som först beskrevs av Hull 1943.  Ocyptamus eruptova ingår i släktet Ocyptamus och familjen blomflugor.
Artens utbredningsområde är Peru. Inga underarter finns listade i Catalogue of Life.